# Lasiobelba decui
Lasiobelba decui är en kvalsterart som först beskrevs av Vasiliu och Ivan 1995.  Lasiobelba decui ingår i släktet Lasiobelba och familjen Oppiidae. Inga underarter finns listade i Catalogue of Life.